# Briod
Briod ist eine Gemeinde im französischen Département Jura in der Region Bourgogne-Franche-Comté.

## Geographie
Briod liegt auf 540 m, etwa sechs Kilometer östlich der Stadt Lons-le-Saunier (Luftlinie). Das Dorf erstreckt sich im Jura, im Süden des Plateau Lédonien (erstes Juraplateau), zwischen dem Erosionstal des Creux de Conliège im Westen und den Höhen der Côte de l’Heute im Osten.
Die Fläche des 4,04 km² großen Gemeindegebiets umfasst einen Abschnitt des französischen Juras. Das gesamte Gebiet wird von der Ebene des Plateau Lédonien eingenommen, die durchschnittlich auf 530 m liegt und teils von Acker- und Wiesland, teils von Wald bestanden ist. Das Plateau besitzt keine oberirdischen Fließgewässer, weil das Niederschlagswasser im verkarsteten Untergrund versickert. Nach Norden erstreckt sich das Gemeindeareal in das ausgedehnte Waldgebiet des Bois de Perrigny, in dem mit 555 m die höchste Erhebung von Briod erreicht wird. Die westliche Abgrenzung verläuft teilweise entlang der Oberkante des Steilabfalls zum Creux de Conliège.
Nachbargemeinden von Briod sind Perrigny und Hauteroche mit Crançot im Norden, Vevy im Osten sowie Conliège im Süden und Westen.

## Geschichte
Das Gemeindegebiet von Briod war schon in vorgeschichtlicher Zeit und während der gallorömischen Zeit besiedelt. Ein bedeutender Siedlungsplatz befand sich auf dem Vorsprung von Coldre am Rand des Plateaus oberhalb von Conliège, der auf drei Seiten durch teilweise senkrecht abfallende Felswände natürlich geschützt ist und gegen das Plateau hin durch ein Graben- und Mauerwerk befestigt war.
Seit dem 12. Jahrhundert ist die Kirche Saint-Étienne de Coldre schriftlich erwähnt, die als Pfarrkirche für das nähere Umland diente. Der Ortsname Briod geht ursprünglich auf die keltische Sprache zurück und bedeutet so viel wie Anhöhe. Zusammen mit der Franche-Comté gelangte Briod mit dem Frieden von Nimwegen 1678 an Frankreich.

## Sehenswürdigkeiten
In Briod steht die Kirche Saint-Jérôme, die von 1495 bis 1512 noch in romanischen Stilformen erbaut wurde; der Glockenturm wurde im 17. Jahrhundert hinzugefügt. Die romanische Kirche Saint-Étienne de Coldre wurde im Lauf der Zeit mehrfach restauriert und umgestaltet. Auf dem sogenannten Camp de Coldre sind Überreste von Wallanlagen und von Mauerfundamenten aus der gallorömischen und der Merowingerzeit sichtbar.

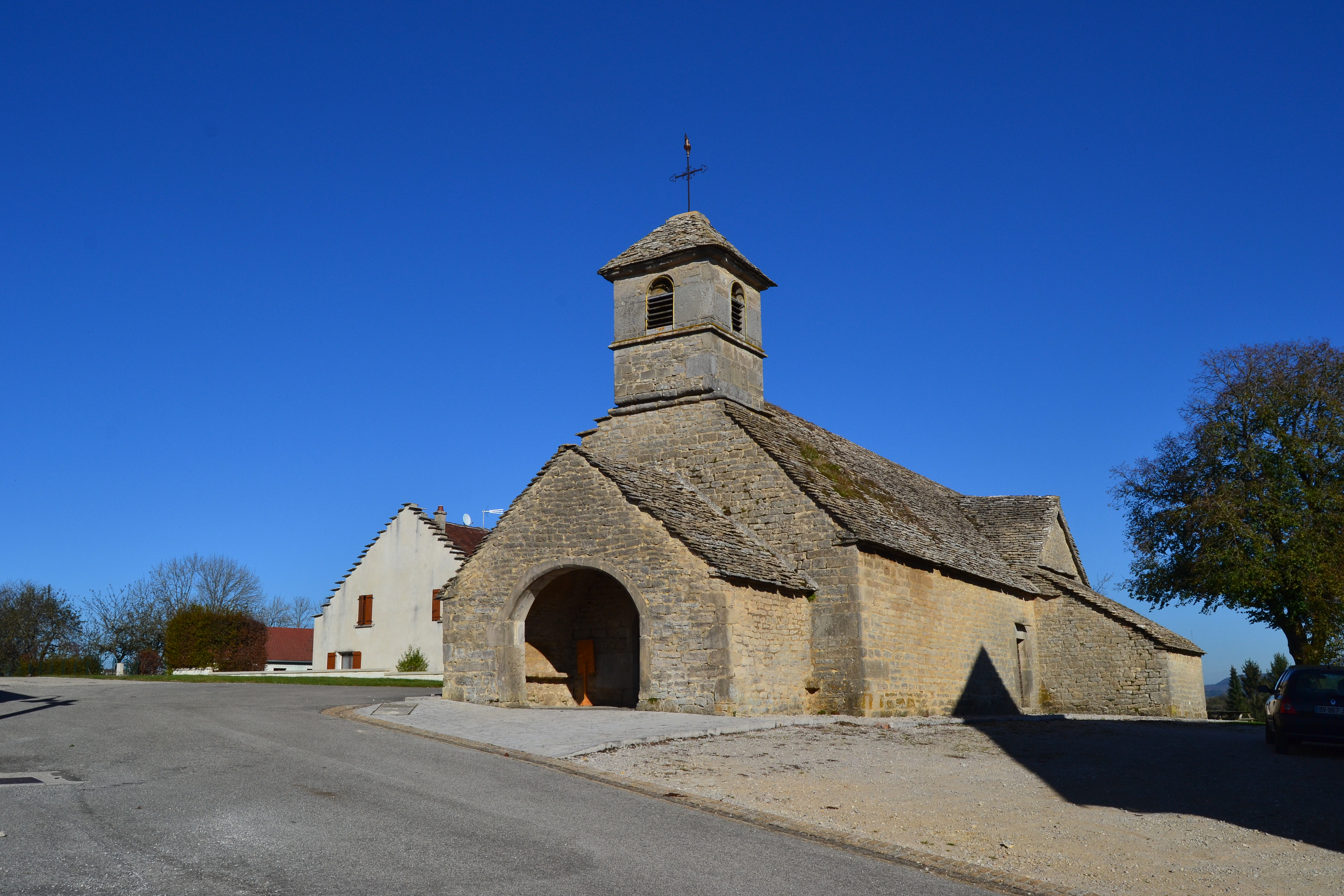
Kirche Saint-Jérôme
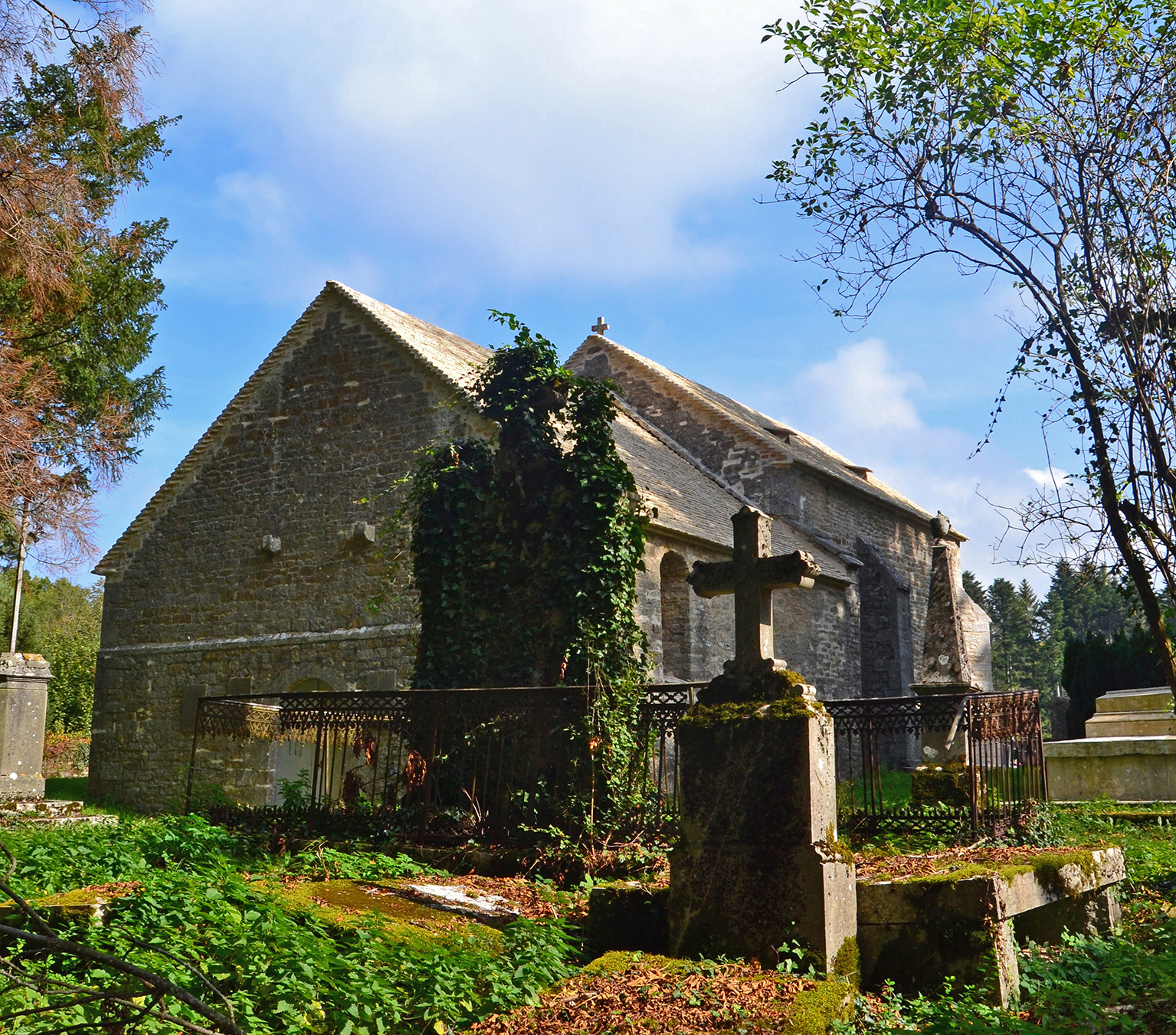
Kapelle Saint-Étienne de Coldre

## Bevölkerung
| Jahr                       | 1962 | 1968 | 1975 | 1982 | 1990 | 1999 | 2008 | 2017 |
| Einwohner                  | 106  | 87   | 80   | 141  | 141  | 164  | 208  | 204  |
| Quellen: Cassini und INSEE |      |      |      |      |      |      |      |      |

Mit 211 Einwohnern (Stand 1. Januar 2022) gehört Briod zu den kleinen Gemeinden des Départements Jura. Nachdem die Einwohnerzahl in der ersten Hälfte des 20. Jahrhunderts markant abgenommen hatte (1886 wurden noch 190 Personen gezählt), wurde seit Mitte der 1970er Jahre wieder ein deutliches Bevölkerungswachstum verzeichnet.

## Wirtschaft und Infrastruktur
Briod war bis weit ins 20. Jahrhundert hinein ein vorwiegend durch die Landwirtschaft und die Forstwirtschaft geprägtes Dorf. Daneben gibt es heute einige Betriebe des lokalen Kleingewerbes. Mittlerweile hat sich das Dorf auch zu einer Wohngemeinde gewandelt. Viele Erwerbstätige sind Wegpendler, die in den größeren Ortschaften der Umgebung ihrer Arbeit nachgehen.
Die Ortschaft liegt abseits der größeren Durchgangsstraßen an einer Departementsstraße, die von Conliège nach Vevy führt. Eine weitere Straßenverbindung besteht mit Publy.